# Rongorongo

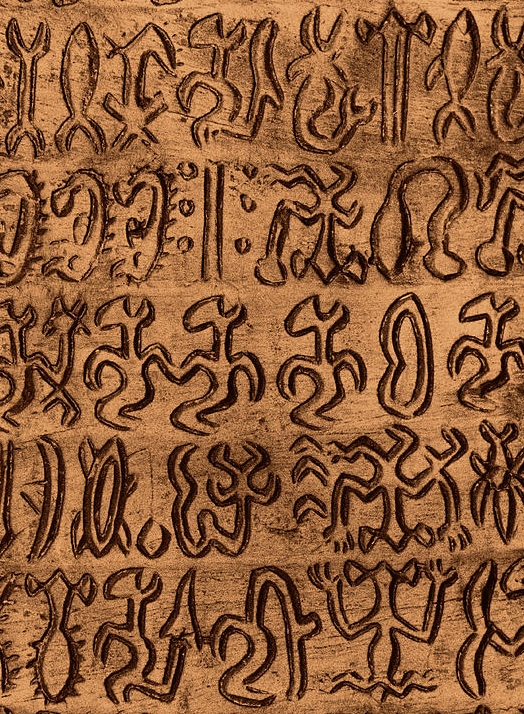
Símbols rongorongo

Rongorongo és un sistema d'escriptura de l'idioma rapanui descobert a l'Illa de Pasqua al segle xix, tallat principalment amb puntes d'obsidiana en tauletes de fusta.
Els habitants nadius de l'illa de Pasqua van anomenar aquest sistema kohau rongorongo. La traducció corresponent al terme kohau és 'fusta que serveix per fabricar el casc de les canoes', i rongorongo és 'gran missatge' o 'gran estudi'. També s'ha traduït com 'línies de recitació' o 'bàculs recitadors'.
Hi ha autors que diuen que aquesta escriptura és l'única escriptura estructurada a tot Oceania, tot i que encara no s'ha desxifrat. Els símbols o glifs es tallen a les esquerdes fetes amb antelació al gravat als artefactes i són d'una alçada mitjana d'entre 9 i 14 mm. Semblen representar gràficament figuretes d'éssers antropomòrfics en diverses postures, altres criatures de fantasia que s'assemblen a aus, a plantes i a altres animals terrestres i aquàtics, objectes celestes, així com objectes geomètrics, petits hams i altres signes.

## Descripció

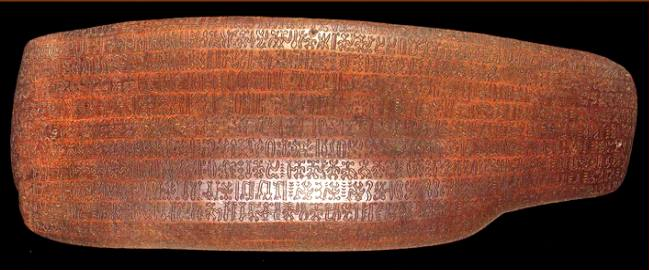
Tauleta escrita amb rongorongo.

Els signes que componen els texts estan en la seva majoria ben estilitzats, tenen gairebé la mateixa alçada i estan alineats sense una divisió aparent (espais blancs o signes de puntuació) entre ells, formant una mena d'escriptura contínua, típica d'alguns sistemes d'escriptura antics, com els texts antics de la literatura grega o certes mostres de l'etrusc. Les inscripcions acaben quan apareix un "nus", alguna protuberància natural o una altra irregularitat (per exemple fragments malmesos, cremats pel foc, fets malbé per la humitat) sobre la superfície dels objectes o quan l'espai físic s'acaba. La mida i la forma de les tauletes solen variar.
Malgrat que comunament es digui que cal llegir les tauletes a partir de la primera línia de la cantonada esquerra del recte i continuar de manera lineal fins al final de la línia i després girar-la per continuar llegint la següent, no és del tot clar si totes les tauletes contenen un document de caràcter unitari o si alguna d'elles podria servir de dipòsit o col·lecció de documents referents, per la qual cosa el punt de partida de lectura és una qüestió pendent de resoldre. Observant la fragmentació del text en seqüències desiguals, hi ha raons per creure que algunes tauletes retenen aquesta funció. Fischer diu que la tauleta de Mamari té l'aparença de ser un encadenament de diverses seqüències de diferents classes. Pel que sembla, Fischer tenia raó, car en analitzar estructuralment el text C, anomenat «tauleta de Mamari», s'hi observen grups de seqüències que es repeteixen en ambdós costats de l'objecte. Aquestes diferents seqüències, compostes amb elements idèntics o semblants, podrien testimoniar a favor de «llistes», «tornades» o «fórmules» tan arrelades i comunes al folklore antic dels rapanui. Alguns experts assenyalen que és possible que hi hagi llistes incloses a diversos objectes en consideració de glifs delimitadors sense valor fonètic. Aquests glifs assenyalarien l'inici o el final de pregàries paganes relacionades amb pràctiques màgiques, destinades a capturar presoners de guerra i possiblement amb temes de venjança i mort; també hi ha seqüències toponímiques i onomàstiques inserides entre aquests delimitadors. És possible que els glifs rongorongo organitzats i inserits en tals grups seqüencials reflecteixin part de la cultura pre-cristiana de l'illa de Pasqua.

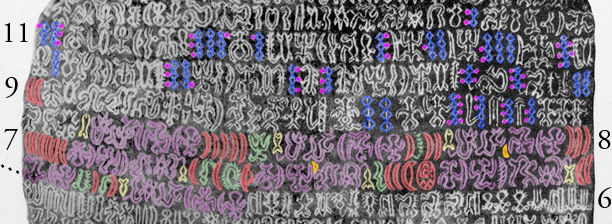
Anàlisi de l'escriptura, possiblement un calendari.

Quan Jacques Guy fa un comentari sobre tres tauletes, la de 'Gran Santiago' (text H), la de 'Gran Leningrad' (text P) i la de 'Petit Leningrad' (text Q), ell considera que transmeten «gairebé exactament el mateix text jeroglífic», i les compara amb el contingut de la tauleta Tahua (text A), i observa que aquesta té l'aspecte de ser «una compilació, com una col·lecció de texts abreujats, ja perduts, tret del seu principi, trobats en aquestes altres tres tauletes».